# Samantha Hoopes
Samantha Hoopes (10 de febrero de 1991) es una modelo estadounidense, conocida por haber aparecido en los anuncios de Carl's Jr. y Hardee's Most American Thickburger y en edición del 50° Aniversario de Sports Illustrated Swimsuit issue en 2014.

## Primeros años
Hoopes es de Doylestown Pensilvania, y se graduó de Central Bucks East High School. Es la más pequeña de cinco hermanas. Asistió a la Academia Barbizon Performing Arts para estudiar modelaje y actuación en vez de lectura, matemáticas o ciencia. Comenzó a estudiar empresariales en Penn State University antes de cambiar de carrera a quinesiología. Hoopes quería ser profesora de un gimnasio y entrenadora. Hoopes jugó al hockey desde niña pero se le aconsejó dejarlo ya que podría hacerse heridas y eso le costaría su trabajo como modelo. En 2011, Hoopes se mudó a Hollywood para empezar su carrera.

## Carrera
Es modelo de Guess. Hoopes también es modelo de Levi's Jeans.
Hoopes posó para la edición de junio de 2014 de Maxim. Fue posicionada 18 de 100 Más Atractivas de 2014.

## Vida personal
Estaba comprometida con el empresario italiano Salvatore Palella. Palella le propuso matrimonio a Hoopes en Portofino en la Riviera Italiana, donde se habían conocido 380 días antes, en junio de 2017 e inmediatamente comenzaron una relación.